# Neuseeländische Leichtathletik-Meisterschaften 2021
Die Neuseeländischen Leichtathletik-Meisterschaften 2021 wurden vom 27. bis 28. März im Hawkes Bay Sports Park in Hastings ausgetragen.

## Medaillengewinner

### Männer
| Disziplin                     | Gold                                                               | Leistung        | Silber                                                             | Leistung        | Bronze                                                             | Leistung     |
| ----------------------------- | ------------------------------------------------------------------ | --------------- | ------------------------------------------------------------------ | --------------- | ------------------------------------------------------------------ | ------------ |
| 100 m (Wind: +3,8 m/s)        | Shay Veitch                                                        | 10,34 s         | Cody Wilson                                                        | 10,42 s         | Elliot Nye                                                         | 10,76 s      |
| 200 m (Wind: +2,4 m/s)        | Cody Wilson                                                        | 21,30 s         | Bailey Cotton                                                      | 22,03 s         | Saravee Sos                                                        | 22,03 s      |
| 400 m                         | Hamish Gill                                                        | 47,59 s PB      | Luke Mercieca                                                      | 48,13 s SB      | John Gerber                                                        | 49,12 s SB   |
| 800 m                         | James Preston                                                      | 1:48,49 min     | Dominic Devlin                                                     | 1:49,47 min SB  | Daniel Roswell                                                     | 1:53,63 min  |
| 1500 m                        | Julian Oakley                                                      | 4:01,35 min     | Eric Speakman                                                      | 4:01,70 min SB  | Hamish Carson                                                      | 4:02,07 min  |
| 5000 m                        | Hayden Wilde                                                       | 13:43,53 min    | Eric Speakman                                                      | 13:58,78 min SB | Oli Chignell                                                       | 14:05,05 min |
| 110 m Hürden (Wind: +2,5 m/s) | Joshua Hawkins                                                     | 14,16 s         | Tom Moloney                                                        | 15,27 s         | James Sandilands                                                   | 15,31 s      |
| 400 m Hürden                  | Cameron French                                                     | 51,39 s         | Louis Andrews                                                      | 56,20 s         | Jonathan Maples                                                    | 56,25 s PB   |
| 3000 m Hindernis              | Harry Ewing                                                        | 09:18,00 min SB | Ieuan van der Peet                                                 | 09:33,06 min SB | Mathew Rogers                                                      | 12:39,94 min |
| 4 × 100 m Staffel             | Auckland 'A' George Kozlov Hamish Gill Tommy Te Puni Matthew Wyatt | 41,86 s         | Otago 'A' Schuyler Orr Shay Veitch John Gerber Felix McDonald      | 42,32 s         | Wellington 'A' Jake Paul Mathew Bealing Matthew Rodger Saravee Sos | 42,61 s      |
| 4 × 400 m Staffel             | Otago 'A' Shay Veitch Felix McDonald Cameron Moffitt John Gerber   | 3:17,08 min     | Auckland 'A' Bailey Stewart Matthew Alty Luke Mercieca Hamish Gill | 3:17,58 min     | Canterbury 'A' Louis Andrews Dylan Forde Hamish Kerr John Wells    | 3:21,87 min  |
| Hochsprung                    | Hamish Kerr                                                        | 2,24 m          | Jayden Williamson                                                  | 2,02 m SB       | Marcus Wolton                                                      | 2,02 m SB    |
| Stabhochsprung                | Etienne Du Preez                                                   | 4,53 m          | Max Attwell                                                        | 4,33 m          | Charlie Cameron                                                    | 4,33 m PB    |
| Weitsprung                    | Shay Veitch                                                        | 7,78 m w        | Felix McDonald                                                     | 7,38 m SB       | Max Attwell                                                        | 7,02 m w     |
| Dreisprung                    | Scott Thomson                                                      | 14,65 m SB      | Andrew Allan                                                       | 14,58 m SB      | Nicolas Moratalla                                                  | 13,27 m      |
| Kugelstoßen                   | Tomas Walsh                                                        | 21,79 m WL      | Nick Palmer                                                        | 18,36 m         | Liam Ngchok-Wulf                                                   | 15,35 m PB   |
| Diskuswurf                    | Connor Bell                                                        | 61,85 m         | Alexander Parkins                                                  | 57,02 m         | Jared Neighbours                                                   | 42,74 m      |
| Hammerwurf                    | Anthony Nobilo                                                     | 63,80 m SB      | Anthony Barmes                                                     | 56,12 m PB      | Todd Bates                                                         | 54,72 m      |
| Speerwurf                     | Anton Schroder                                                     | 62,10 m PB      | Michael Mitchell                                                   | 59,06 m         | Jared Neighbours                                                   | 58,60 m PB   |

### Frauen
| Disziplin                     | Gold                                                                     | Leistung        | Silber                                                                 | Leistung        | Bronze                                                                     | Leistung        |
| ----------------------------- | ------------------------------------------------------------------------ | --------------- | ---------------------------------------------------------------------- | --------------- | -------------------------------------------------------------------------- | --------------- |
| 100 m (Wind: +1,4 m/s)        | Zoe Hobbs                                                                | 11,32 s =NR     | Georgia Hulls                                                          | 11,58 s PB      | Symone Tafunai                                                             | 11,71 s PB      |
| 200 m (Wind: +3,7 m/s)        | Georgia Hulls                                                            | 23,21 s         | Zoe Hobbs                                                              | 23,73 s         | Briana Stephenson                                                          | 23,86 s         |
| 400 m                         | Camryn Smart                                                             | 53,98 s PB      | Isabel Neal                                                            | 54,74 s         | Jordyn Blake                                                               | 55,09 s         |
| 800 m                         | Katherine Camp                                                           | 2:06,50 min SB  | Rebekah Greene                                                         | 2:07,60 min     | Camille Buscomb                                                            | 2:08,33 min PB  |
| 1500 m                        | Camille Buscomb                                                          | 4:19,78 min     | Susannah Lynch                                                         | 4:22,45 min     | Kara MacDermid                                                             | 4:22,60 min     |
| 5000 m                        | Camille Buscomb                                                          | 16:17,30 min SB | Maiya Christini                                                        | 16:52,52 min SB | Laura Nagel                                                                | 16:54,34 min SB |
| 100 m Hürden (Wind: +2,1 m/s) | Amy Robertson                                                            | 13,66 s         | Fiona Morrison                                                         | 14,20 s         | Hinewai Knowles                                                            | 14,23 s         |
| 400 m Hürden                  | Portia Bing                                                              | 57,57 s         | Alessandra MacDonald                                                   | 61,44 s SB      | Maddy Spence                                                               | 62,58 s SB      |
| 3000 m Hindernis              | Aimee Ferguson                                                           | 11:25,22 min    | Amanda Holyer                                                          | 12:04,32 min    |                                                                            |                 |
| 4 × 100 m Staffel             | Auckland 'A' Amy Robertson Symone Tafunai Livvy Wilson Briana Stephenson | 45,71 s         | Canterbury 'A' Fiona Morrison Jordyn Blake Anna Hayward Anna Percy     | 47,00 s         | Tasman 'A' Micayla Whiti Lucy Sheat Hayley Bond Celia Ward                 | 47,82 s         |
| 4 × 400 m Staffel             | Auckland 'A' Portia Bing Isabel Neal Zoe Hobbs Camryn Smart              | 3:42,51 min     | Canterbury 'A' Anna Hayward Katherine Camp Maia Broughton Jordyn Blake | 3:51,67 min     | Hawkes Bay Gisborne 'A' Ruby Brett Georgia Hulls Briana Irving Brianna Lee | 4:01,52 min     |
| 3000 m Bahngehen              | Courtney Ruske                                                           | 14:28,74 min SB |                                                                        |                 |                                                                            |                 |
| 10.000 m Bahngehen            | Courtney Ruske                                                           | 52:27,35 min PB |                                                                        |                 |                                                                            |                 |
| Hochsprung                    | Josephine Reeves                                                         | 1,83 m SB       | Keeley O’Hagan                                                         | 1,79 m          | Josie Taylor                                                               | 1,79 m          |
| Stabhochsprung                | Imogen Ayris                                                             | 4,15 m          | Aria Rhodes                                                            | 3,15 m          |                                                                            |                 |
| Weitsprung                    | Mariah Ririnui                                                           | 6,01 m w        | Briana Stephenson                                                      | 5,98 m w        | Tegan Duffy                                                                | 5,92 m w        |
| Dreisprung                    | Anna Thomson                                                             | 13,06 PB        | Helena Dinnissen                                                       | 12,49 w         | Sarah Cowley-Ross                                                          | 12,28 w         |
| Kugelstoßen                   | Valerie Adams                                                            | 18,43 m         | Maddison-Lee Wesche                                                    | 17,38 m         |                                                                            |                 |
| Diskuswurf                    | Kaia Tupu-South                                                          | 52,87 m SB      | Savannah Scheen                                                        | 52,39 m         | Tatiana Kaumoana                                                           | 52,29 m SB      |
| Hammerwurf                    | Julia Ratcliffe                                                          | 73,55 m AR      | Lauren Bruce                                                           | 72,76 m         | Lexi Maples                                                                | 51,76 m         |
| Speerwurf                     | Jessica Senior                                                           | 45,40 m PB      | Holly Robinson                                                         | 44,26 m PB      | Brianna Tirado                                                             | 43,57 m         |